# Байболатов, Абдирашит Набиулы
Абдирашит Набиулы Байболатов (род. 4 июня 1929) — казахский поэт, писатель, фольклорист.

## Биография
Член Союза писателей Синьцзяна. В 1975—1982 годах — главный редактор журнала «Шұғыла» (орган Синьцзянского Союза писателей), с 1982 — журнала «Мұра». Первое стихотворение опубликовано в 1948 году. Вышли в свет сборники стихов «Өмір қайығында» (1983, Пекин), сборник повестей «Қос емен» (1987, Пекин), «Тау қыраны» (1990, Урумчи). С 1982 года занимался собиранием, систематизацией и публикацией произведений казахской устной литературы. Выпустил книги «Қазақтың ғашықтық жырларын», «Қазақ шешендері мен шешендік сөздерін», «Қазақ қиссаларын», «Қазақ шежіресін», «Байырғы қазақ айтыстарын».